# Nyíregyháza Spartacus Football Club
Il Nyíregyháza Spartacus FC (nome completo Nyíregyháza Spartacus Football Club) è una società calcistica con sede a Nyíregyháza, in Ungheria. Nella stagione 2024-25 milita nel Nemzeti Bajnokság I, la prima divisione del campionato ungherese di calcio.

## Storia
Nella stagione 2023-2024 raggiunge per la prima volta nella sua storia la semifinale di Coppa d'Ungheria.

## Organcio

### Rosa 2020-2021
Aggiornata al 9 agosto 2020.
| N. |                     | Ruolo | Calciatore      |
| -- | ------------------- | ----- | --------------- |
| 1  | Ungheria (bandiera) | P     | Tamás Fadgyas   |
| 3  | Ungheria (bandiera) | D     | Gábor Jánvári   |
| 4  | Ungheria (bandiera) | C     | Bence Ötvös     |
| 5  | Ungheria (bandiera) | D     | Ferenc Fodor    |
| 6  | Ungheria (bandiera) | C     | Aurél Farkas    |
| 8  | Ungheria (bandiera) | C     | Máté Papp       |
| 9  | Ungheria (bandiera) | A     | Márk Szokolai   |
| 10 | Ungheria (bandiera) | C     | Bálint Kártik   |
| 11 | Ungheria (bandiera) | A     | Sinan Sinanovic |
| 15 | Ungheria (bandiera) | D     | Barna Papucsek  |
| 16 | Ungheria (bandiera) | P     | Zoltán Miski    |
| 17 | Ucraina (bandiera)  | C     | Dávid Starosta  |
| 18 | Ungheria (bandiera) | A     | Norbert Kovács  |

| N. |                     | Ruolo | Calciatore        |
| -- | ------------------- | ----- | ----------------- |
| 21 | Ungheria (bandiera) | C     | Előd Végső        |
| 22 | Ucraina (bandiera)  | D     | Oleksiy Shvedyuk  |
| 23 | Ungheria (bandiera) | C     | Ádám Galambos     |
| 27 | Ungheria (bandiera) | A     | Balázs Boda       |
| 30 | Sudan (bandiera)    | A     | Yasin Hamed       |
| 32 | Serbia (bandiera)   | C     | Nikola Vasiljević |
| 34 | Ungheria (bandiera) | D     | Ádám Csilus       |
| 48 | Ungheria (bandiera) | A     | Marcell Hornyák   |
| 70 | Ungheria (bandiera) | C     | Bence Gyurján     |
| 74 | Ungheria (bandiera) | C     | László Kalocsai   |
| 95 | Romania (bandiera)  | P     | Béla Fejér        |
| 97 | Ungheria (bandiera) | A     | Arthur Györgyi    |

## Palmarès

### Competizioni nazionali
- Nemzeti Bajnokság II: 4

1979-1980, 1997-1998, 2013-2014, 2023-2024
- Nemzeti Bajnokság III: 1

2015-2016

### Altri piazzamenti
- Nemzeti Bajnokság II:

Secondo posto: 1978-1979, 1991-1992
Terzo posto: 1996-1997, 2000-2001, 2010-2011